# Orthetrum brachiale
Orthetrum brachiale är en trollsländeart som först beskrevs av Palisot de Beauvois 1817.  Orthetrum brachiale ingår i släktet Orthetrum och familjen segeltrollsländor. IUCN kategoriserar arten globalt som livskraftig. Inga underarter finns listade i Catalogue of Life.